# Százéves asszony
A Százéves asszony, 1975-ben készült és 1976-ban bemutatott színes magyar tévéjáték, amelyet Málnay Levente rendezett Bencsik Imre írásából.

## Készítették
- Rendező: Málnay Levente
- Alapmű írója: Bencsik Imre
- Forgatókönyvíró: Bencsik Imre és Málnay Levente
- Díszlettervező: Drégely László
- Vezető operatőr: Zádori Ferenc
- Operatőrök: Boldizsár Károly, Kaplony Miklós, Király Péter
- Vágó: Vank Gyöngyi
- Maszk: Kozár János
- Jelmez: Fekete Mária
- Berendező: Schartner Zsuzsa
- Zenei vezető: Herczeg László
- Építész: Blahó László
- Rögzítésvezető: Váli László
- Felvétel vezető: Csaba Ágnes
- Műszaki vezető: Kiss Mária
- Fővilágosító: Littner Imre
- Hangmérnök: Borsos Tibor
- A rendező munkatársa: Balogh Zsolt
- Gyártásvezető: Hranitzky Tibor

## Szereplők
- „a Gizi” – Gobbi Hilda
- Kertesi Károly ( „a Gizi”  unokaöccse, vállalati pénztáros) – Feleki Kamill
- Kertesiné (Margit) – Békés Rita
- Dodek Iván (kerületi anyakönyvvezető) – Körmendi János
- Palicsiné (Zsófia) fiatal szomszédasszony – Andai Györgyi
- Mama (Palicsiné anyja) – Komlós Juci
- Papa (Palicsiné apja) – Miklósy György
- Sós (XXIII. ker. tanács vb. elnöke) – Kautzky József
- szállítómunkás 1. – Csurka László
- szállítómunkás 2. – Fábián Miklós
- postás – Kollár Béla
- lakótárs, alsószomszéd a 8. emeletről (Dr. Harsányi) – Prókai István
- szomszédasszony – Bessenyei Emma
- a nőtanács képviselője – Gyimesi Pálma
- örömanya az esküvői jelenetben: Károlyi Irén
- orvos (dr. Dömötör) – Horesnyi László
- telefonszerelő – Vogt Károly
- televízióriporter – Moldoványi Ákos
- rádióriporter – Borenich Péter
- kerületi tanácselnökök, Kertesiék későbbi lakóhelyeinek ünnepi megszólalói, akik Gizi nénit köszöntik: Tarsoly Elemér; Galgóczy Imre
- rendező, a televíziós stáb tagja Kertesiék lakásán: Bucsi János
- operatőr, a televíziós stáb tagja Kertesiék lakásán: Pethes Csaba
- fodrászlány, a televíziós stáb tagja Kertesiék lakásán: Farkas Klári
- rendező asszisztens, a televíziós stáb tagja Kertesiék lakásán: Maksa Judit

## Történet
Új lakást kap a Kertesi házaspár és a velük együtt lakó Gizi néni. A már nem éppen fiatal, hatvan éves férj, Kertesi úr, a huszonöt éve becsületesen dolgozó vállalati pénztáros azt hiszi, hogy jól végzett munkája jutalmául jutott új lakáshoz. Azonban kénytelen rádöbbenni, hogy nem ezért, hanem a velük egy háztartásban élő nagynénikéje okán. Az új lakóhelyükön, a kerületi tanács ügybuzgó anyakönyvvezetője, Dodek Iván ugyanis felkutatta és megtalálta Duhai nénit, Kertesi nagynénjét, aki napokon belül 100 éves lesz. Az idős hölgy unokaöccsével, Kertesivel, és annak feleségével a város egy másik kerületében élt eddig, de Dodek elintézi, hogy a saját kerületébe költözzenek. A kerület népszerűsítése érdekében méltó módon ünnepeltetni akarja a matrónát (televíziós felvétellel, úttörők műsorával, ünnepi beszéddel, tortával), azonban „menet közben” egy s más nem éppen ünnepelni való dolog derül ki a nénikéről (zsebtolvajlás, autók feltörése, 14 év börtön) és ráadásul az ünnepelt Gizi néni tiszteletre méltó kora sem biztos, hiszen több lopott személyi igazolványa is előkerül... Ám az ünnepséget mégis megtartják...    